# سبيسنغ
سبيسنغ هي قرية في مقاطعة بيرانشهر، إيران. يقدر عدد سكانها بـ 173 نسمة بحسب إحصاء 2016.